# FASHION HEADLINE
「FASHION HEADLINE」（ファッションヘッドライン）は、日本のウェブサイト。2012年に設立されたファッション総合ニュースサイトで、三越伊勢丹ホールディングスとイードの合弁による株式会社「ファッションヘッドライン」が運営主体となっている。ファッション業界の最新ニュースを1日あたり15本、月間350本から400本のペースで配信している（2015年時点）。
三越伊勢丹のいわゆる「オウンドメディア」（所有メディア）ではあるものの、自社製品の宣伝を主目的とする一般的なオウンドメディアとは違い、「ファッション業界を盛り上げる、中立的なニュースメディア」というスタンスをとっており、三越伊勢丹関連のニュースは全体の1割程度、競合他社の動向を伝えるニュースも数多く配信するなどで、一般的なオウンドメディアとは一線を画する形となっている。

## 来歴
三越伊勢丹ホールディングスとメディア運営業者のイードが2012年12月3日に合弁会社「ファッションヘッドライン」を設立。三越伊勢丹ホールディングスが95%、イードが5%の出資比率で、三越伊勢丹の営業本部営業政策部WEB企画担当長にあたる田沼和俊が代表取締役に就任。初代編集長は野田達哉が2011年からのテスト準備期間を経て就任。伊勢丹新宿本店3階のリニューアルオープンにあわせて5日に運営開始となった。のち2015年（1月20日）に副編集長の海老原光宏が２代目編集長に就任。リニューアルを実施した。

## コンテンツ
| 編集長     | 期間            |
| ---------- | --------------- |
| 野田達哉   | 2012年 - 2013年 |
| 海老原光宏 | 2013年 - 2015年 |

ファッション業界に特化したニュースを配信。発足と同時に、
- ファッション - 婦人服、紳士服、子供服、バッグ、シューズ、アクセサリー
- トレンド - 流行、最新デザイン、売れ筋ランキング
- ビューティ - 化粧品
- エンタメ - 映画、女優、音楽
- ライフ - 食、住
- デザイン - 生活雑貨（北欧デザイン、和デザイン、機能的デザイン）
- アート - 芸術、文化
- ビジネス - 業界動向
- エコ - オーガニック
- ボイス - コラム、インタビュー

以上の10のカテゴリーを設置。イードからの出向編集者2・3名が伊勢丹側と混成したうえで編集部を形成、元INFASの野田達哉が編集長に就任した。翌2013年、開設1周年を迎えた12月をもち野田達哉が退任、開設以来の副編集長であった海老原光宏が新たに編集長に就任した。開設1年半後にあたる2014年7月時点で5名体制の編集部、そこにライターなどの外部スタッフが加わる制作運用体制となっている。

## 収益
当初は収益源としての広告の導入に対してブランドイメージとの兼ね合いの面から三越伊勢丹側が難色を示していたものの、やがてはイード側からの提案を受け入れる形でグーグルアドセンスを導入。運営開始後1年10ヶ月目でメディア事業単体での黒字化が達成されるに至った。

## 外部メディア
ツイッターやインスタグラムなどの各種SNSの配信にも着手している。2013年の試算によれば、ツイッターのフォロワー数は1354で、「THE FASHION POST」(1651)に次いで「繊研plus」(1301)を凌ぐ「ファッション系」中62位。

## 配信提供
「ライブドアニュース」、「エキサイトニュース」、「ウーマンエキサイトニュース」、「インフォシークニュース」、「@niftyニュース」、「Yahoo! BEAUTY」、などに記事を配信している。